# Chepniers
Chepniers é uma comuna francesa na região administrativa da Nova Aquitânia, no departamento de Charente-Maritime. Estende-se por uma área de 28,21 km². Em 2010 a comuna tinha 651 habitantes (densidade: 23,1 hab./km²).